# أغنس غوسلين
أغنس غوسلين (بالفرنسية: Agnès Gosselin)‏ هي متزلجة فنية فرنسية، ولدت في 21 نوفمبر 1967 في كاين في فرنسا.

## وصلات خارجية
- أغنس غوسلين على موقع أوليمبيديا (الإنجليزية)